# Hiromi
Hiromi (japanska: ひろみ,ヒロミ,裕美,博美,弘美,広海) är ett japanskt förnamn som kan användas både på män och kvinnor.

## Personer med förnamnet Hiromi
- Hiromi Uehara, japansk jazzmusiker
- Hiromi Suzuki, japansk före detta friidrottare
- Hiromi Taniguchi, japansk före detta friidrottare